# Kvarcóra

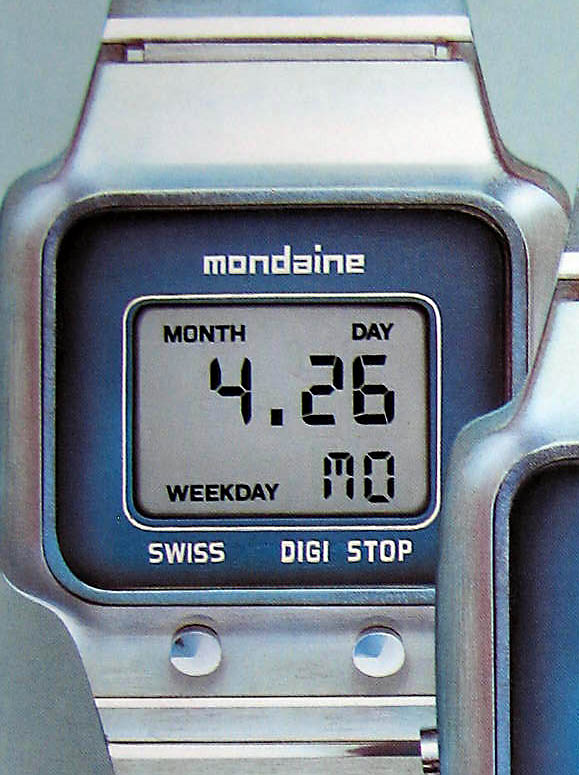
Digitális kijelzésű kvarcóra (1970-es évek)

Analóg kijelzésű, mechanikus kvarcóra

A kvarcóra olyan elektronikus időmérő eszköz, amiben a rezgésszámot kvarckristály határozza meg.
Használatának kezdete az 1960-as évek végére tehető.

## Története
Az első kvarcórát 1927-ben építette meg Warren Marrison és J.W. Horton a Bell Telephone Laboratoriesban. Ez még hatalmas, elektroncsöves laboratóriumi berendezés volt. Hőszigetelt, állandó hőmérsékleten tartott kvarckristályával már ez az „őskészülék” is 0,001 s napi járáseltérést volt képes produkálni.
A kvarcórák a félvezető-technika elterjedése után, az 1960-as évekre jelentek meg kisebb méretben, a hétköznapi felhasználó számára elérhető áron. Az első kvarcoszcillátoros karóra 1969-ben jelent meg, ez a Seiko Astron modellje volt. A kvarcórák az 1970-es években olyan robbanásszerűen terjedtek el, hogy az kis híján tönkretette az alapvetően drága mechanikus modellekre épített svájci óraipart. Az 1970-es évek közepéig a kvarcórák nem minősültek olcsó, „másodosztályú” szerkezeteknek, a neves cégek ilyen órái drága és igényes darabok voltak, sokszor igen összetett és jó minőségű mechanikával készültek. Mára az eladott karórák darabszámát tekintve a kvarcórák egyértelműen dominálnak.

## Működése
A kvarcóra működése a kvarc piezoelektromos tulajdonságán alapul. Az órajelet adó oszcillátor visszacsatoló áramkörének frekvenciameghatározó eleme a kvarckristály. A kvarckristály a fizikai tulajdonságai által meghatározott ún. sajátfrekvencián rezeg, amit stabilan tart. Ezt a frekvenciát egy osztó leosztja a megfelelő mértékben úgy, hogy a kimenet 1 másodpercenként változzon és ezzel a jellel vagy egy másodpercmutatót léptetnek (analóg kijelzés), vagy számjegyeket íratnak ki egy kijelzőre (digitális kijelzés).
Kompromisszumként a kvarckristály frekvenciája leggyakrabban 32 768 Hz. Ez általában 4 mm hosszú kristállyal megvalósítható, ami kellően kis méretű és az elektronika is kevesebbet fogyaszt, mint ha a frekvencia nagyobb lenne. Ez a frekvencia pontosan 215 Hz, ami egy 15-szörös „felezőosztóval” leosztva 1 Hz-et eredményez.
A digitális (számjegyes) kijelzésű órák funkcióit gyakran kibővítik olyan lehetőségekkel, mint dátumkijelzés, stopper (esetleg részidőmérés is, tized- vagy századmásodperces kijelzéssel), több időpontra beállítható ébresztőfunkció, számológép, telefonkönyv. Az ébresztéshez a kvarcórák elterjedésének kezdetén különféle dallamokat lehetett rendelni.

## Pontossága
Egy tipikus kvarcóra havonta legfeljebb 15 másodperccel tér el a pontos időtől 31 °C-on.
Néhány prémium kategóriájú óra a saját pontosságát javítani tudja egy egyszerű öntanuló mechanizmuson keresztül, ami azt veszi figyelembe, hogy az óra a beállításai során mindig a pontos időhöz lett beállítva. Ennek segítségével a gyárilag beállított belső frekvenciáját korrigálni tudja az eltérést figyelembe véve. Hasonlóképpen az óra mérni tudja a környezeti hőmérsékletet, ami a legnagyobb hatással van a kvarc frekvenciájára, és az óra ezt figyelembe tudja venni. Az ilyen hőkompenzált kvarcórák könnyedén teljesíteni tudják a svájci óraminősítő intézet, a COSC előírásait.
Olcsóbb kvarcóráknál alkalmazzák azt a pontosságot növelő eljárást, hogy a kristály frekvenciáját gyárilag kissé nagyobbra állítják, és egy pontos időalaphoz viszonyítva megállapítják, hogy mennyivel gyorsabb az óra frekvenciája, majd ezt az értéket egy nem-felejtő memóriába írják, ami az óra szerkezetéhez tartozik. Ez azt mondja meg, hogy az óra a járása során milyen időközönként hagyjon ki egy másodpercet.
Külön kategóriát képviselnek a rádióvezérelt órák, amelyek időalapját az atomóra biztosítja. Ehhez általában naponta szinkronizálják magukat, így a járáseltérés csak egy napon belül jelentkezik, ami egy jobb óránál a századmásodpercek nagyságrendjében mérhető.

## Fordítás
Ez a szócikk részben vagy egészben  a   Quartz clock című angol Wikipédia-szócikk fordításán alapul.  Az eredeti cikk szerkesztőit annak laptörténete sorolja fel. Ez a jelzés csupán a megfogalmazás eredetét és a szerzői jogokat jelzi, nem szolgál a cikkben szereplő információk forrásmegjelöléseként.